# Afrotethina
Genre
Afrotethina est un genre d'insectes diptères brachycères de la famille des Canacidae.

## Liste d'espèces
Selon Catalogue of Life (27 février 2013) :
- Afrotethina aemiliani
- Afrotethina aurisetulosa
- Afrotethina brevicostata
- Afrotethina femoralis
- Afrotethina kaplanae
- Afrotethina martinezi
- Afrotethina persimilis
- Afrotethina stuckenbergi